# Boraki

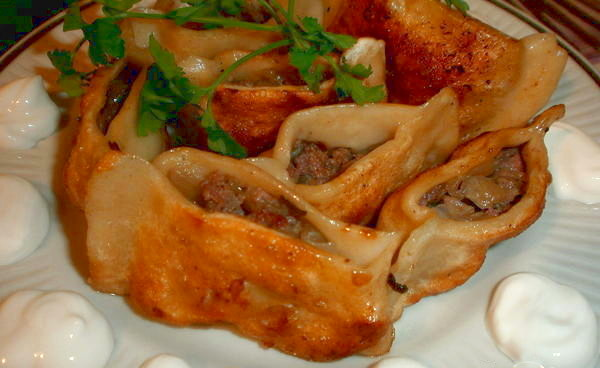
Boraki

Boraki sind gefüllte Teigtaschen in der armenischen Küche.
Für die Zubereitung stellt man einen Teig aus Weizenmehl, Eiern und Wasser her. Daraus formt man zylindrische Taschen, deren eine Seite offen bleibt. Danach werden die Boraki blanchiert und anschließend in Butter fertig gebraten. Die typische Füllung besteht aus einer zuvor gebratenen Hackmasse aus Rindfleisch.